# Bad Berleburg
Bad Berleburg település Németországban, azon belül Észak-Rajna-Vesztfália tartományban. Lakosainak száma 18 833 fő (2023. december 31.). Bad Berleburg Hallenberg, Winterberg és Schmallenberg községekkel határos.

## Városrészek

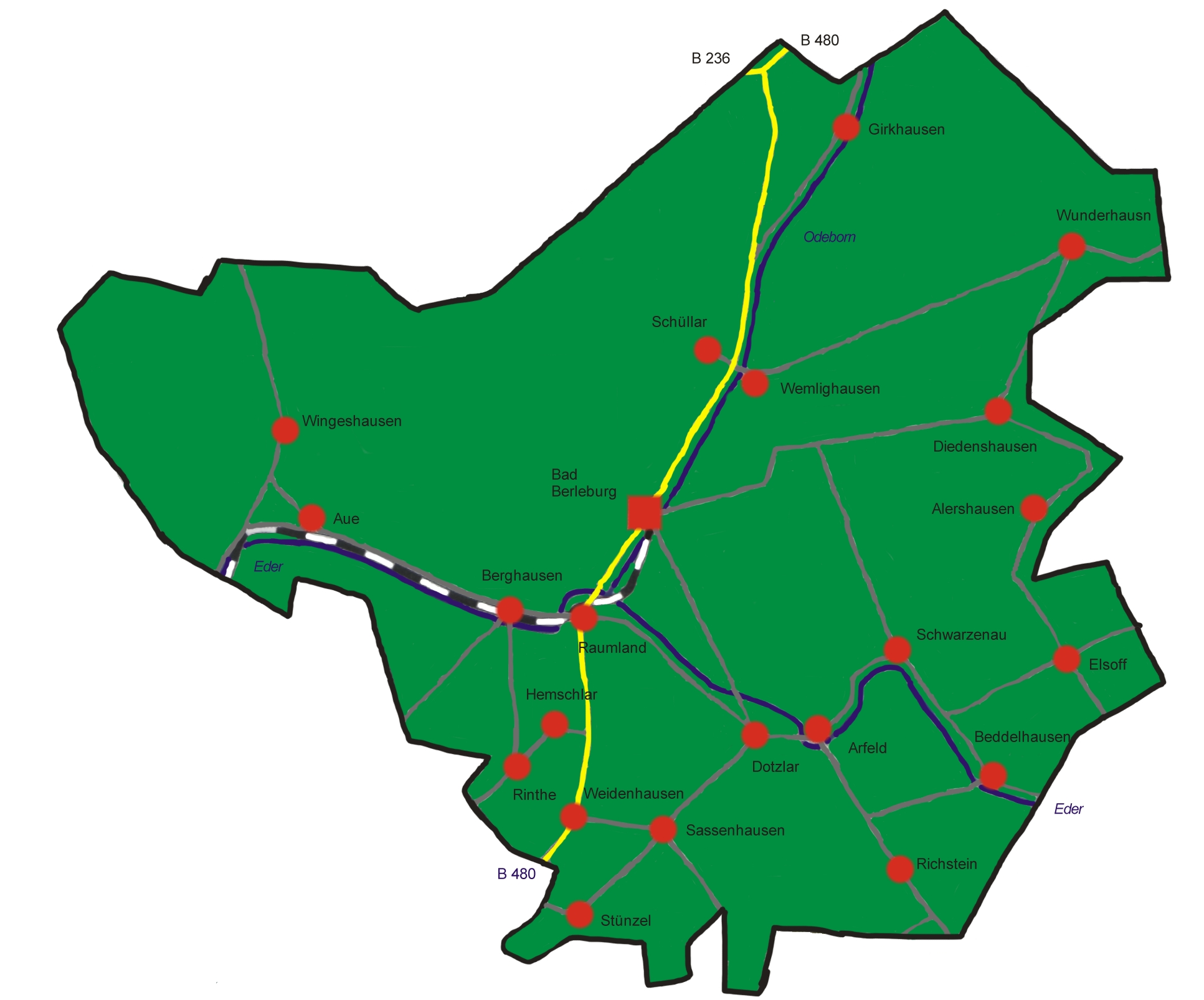
Városrészek

A 23 Városrész:
| Városrész     | Tszf. magasság [m] | Folyó településszám      | területt [km²] | Fő   | Fő /km² | Résztelepülések                                      | Hely a város területén         |
| ------------- | ------------------ | ------------------------ | -------------- | ---- | ------- | ---------------------------------------------------- | ------------------------------ |
| Alertshausen  | 437                | Elsoff3                  | 4,61           | 259  | 56      |                                                      | külső keleti                   |
| Arfeld        | 384                | Eder5 (, Leisebach2)     | 12,57          | 811  | 65      | Teilorte Im Ahlen und Stedenhof                      | délkeleti a belvárosban        |
| Aue           | 431                | Eder1 (, Kappel2)        | 10,86          | 851  | 78      | Teilort Müsse (tw.)                                  | nyugati                        |
| Bad Berleburg | 420                | Odeborn4                 | 43,30          | 6950 | 161     | Weiler Meckhausen                                    | középén és északészaknyugati   |
| Beddelhausen  | 359                | Eder7                    | 8,38           | 431  | 51      | Weiler Vorm Tiefenbach                               | külső délkeleti                |
| Berghausen    | 423                | Eder2                    | 17,81          | 1356 | 76      | Weiler Trüfte und Sauseifen                          | délnyugati a belvárosban       |
| Christianseck | 600                | Mennerbach1              | 6,01           | 93   | 15      | Wohnplätze Garsbach, Hainhof                         | keleti                         |
| Diedenshausen | 503                | Elsoff2                  | 6,16           | 305  | 50      | Teilort Seibelsbach                                  | külső keletészakkeleti         |
| Dotzlar       | 437                | Eder4                    | 6,34           | 773  | 122     | Teilort Laubroth, Weiler Meckhausen                  | déldélkeleti a belvárosban     |
| Elsoff        | 383                | Elsoff4 (, Mennerbach2)  | 16,39          | 606  | 37      |                                                      | külső keletdélkeleti           |
| Girkhausen    | 484                | Odeborn1                 | 24,03          | 799  | 33      | Weiler/Vorort Repprighausen                          | külső északészakkeleti         |
| Hemschlar     | 470                | Rinther Bach             | 3,78           | 300  | 79      | Weiler Renfte                                        | déldélnyugati                  |
| Raumland      | 416                | Eder3 (, Odeborn5)       | 5,56           | 1316 | 237     | Teilort Markhausen                                   | déldélnyugati a belvárosban    |
| Richstein     | 438                | Leisebach1               | 14,61          | 364  | 25      | diverse Wohnplätze                                   | külső délkeleti                |
| Rinthe        | 484                | nah Altmühlbach          | 4,02           | 127  | 31      |                                                      | külső déldélnyugati            |
| Sassenhausen  | 550                |                          | 5,97           | 232  | 39      |                                                      | délen                          |
| Schüllar      | 473                | Odeborn2                 | 11,01          | 194  | 18      | Höhenweiler Kühhude                                  | északészakkeleti a belvárosban |
| Schwarzenau   | 372                | Eder6                    | 5,45           | 731  | 134     | Teilort (Obere/Untere) Hüttenthal                    | keletdélkeleti                 |
| Stünzel       | 600                |                          | 5,26           | 52   | 10      | Wohnplätze Drehbach und Sohl                         | külső déli                     |
| Weidenhausen  | 523                |                          | 4,95           | 421  | 85      |                                                      | déli                           |
| Wemlighausen  | 447                | Odeborn3 (, Schwarzenau) | 11,21          | 718  | 64      |                                                      | északkeleti a belvárosban      |
| Wingeshausen  | 456                | Kappel1                  | 32,67          | 1595 | 49      | Teilorte Bracht, Teilort Müsse (tw.), Weiler Homberg | külső nyugatészaknyugat        |
| Wunderthausen | 532                | Elsoff1                  | 14,37          | 519  | 36      | Weiler Landebach                                     | külső északkeleti              |

## Népesség
A település népességének változása:
| Lakosok száma | 20 415 | 19 515 | 19 774 | 19 497 | 19 446 | 18 709 | 18 923 | 18 833 |
|               | 1975   | 2014   | 2015   | 2017   | 2019   | 2021   | 2022   | 2023   |

## Képek

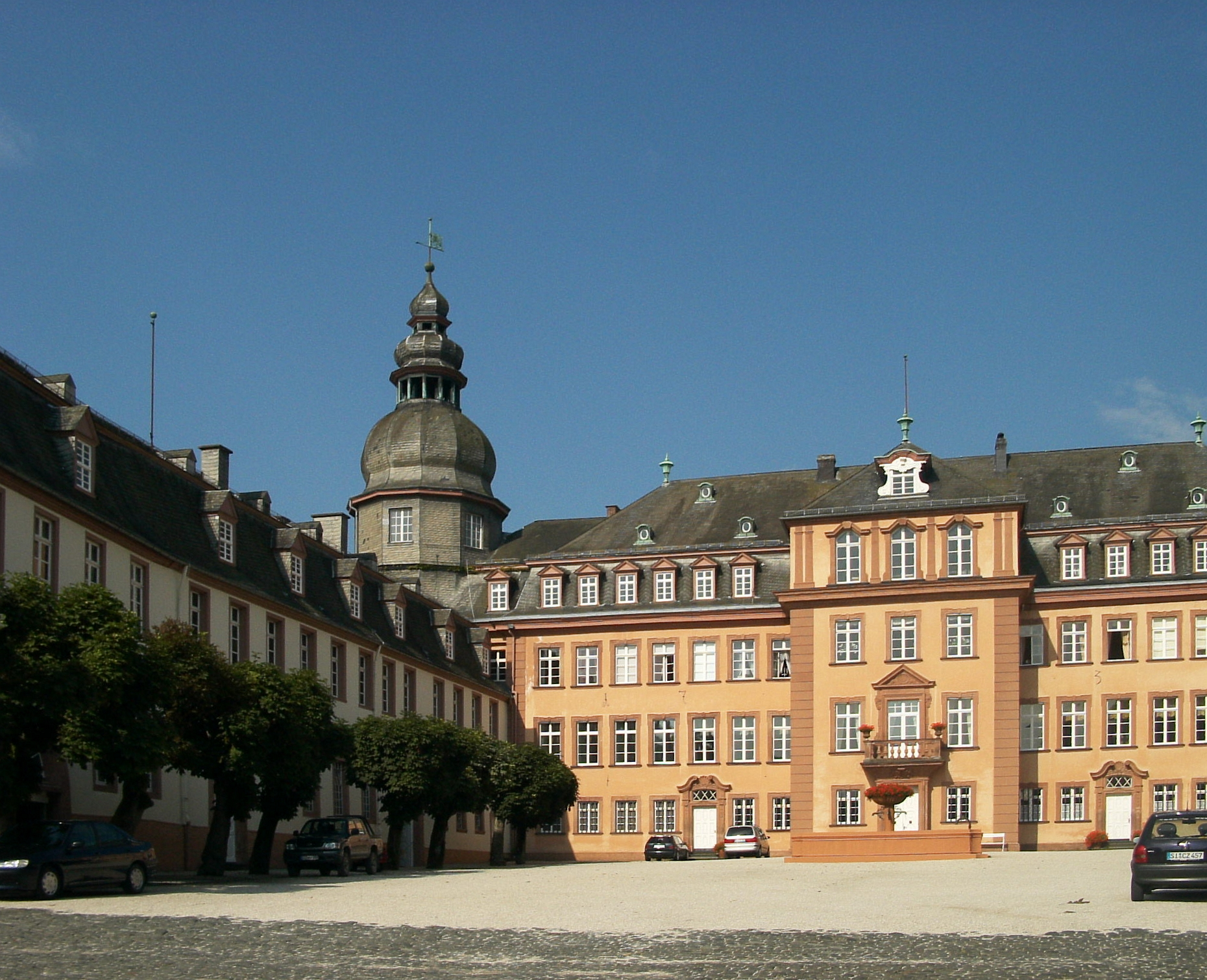
A berleburgi kastély
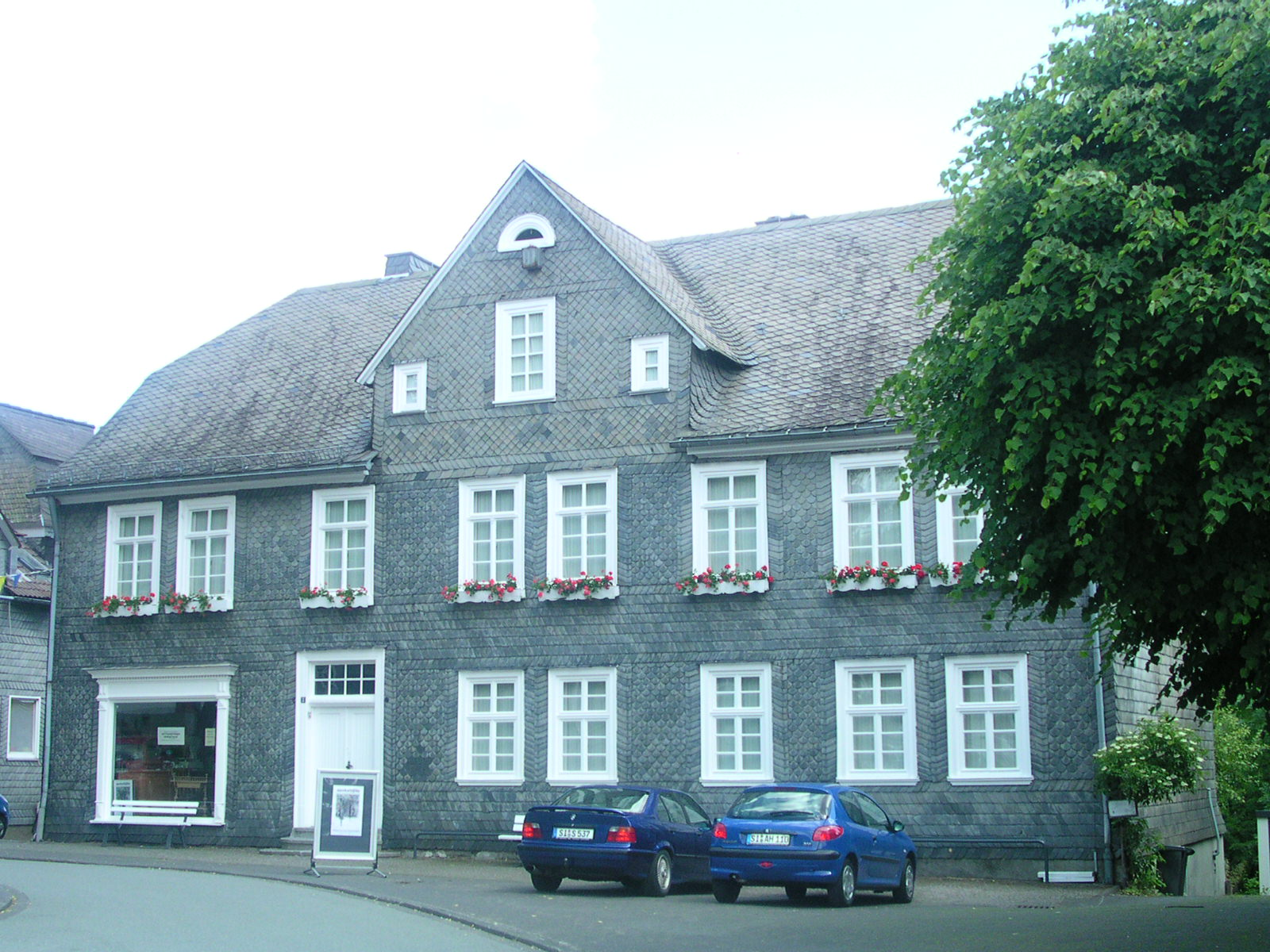
a városi muzeum
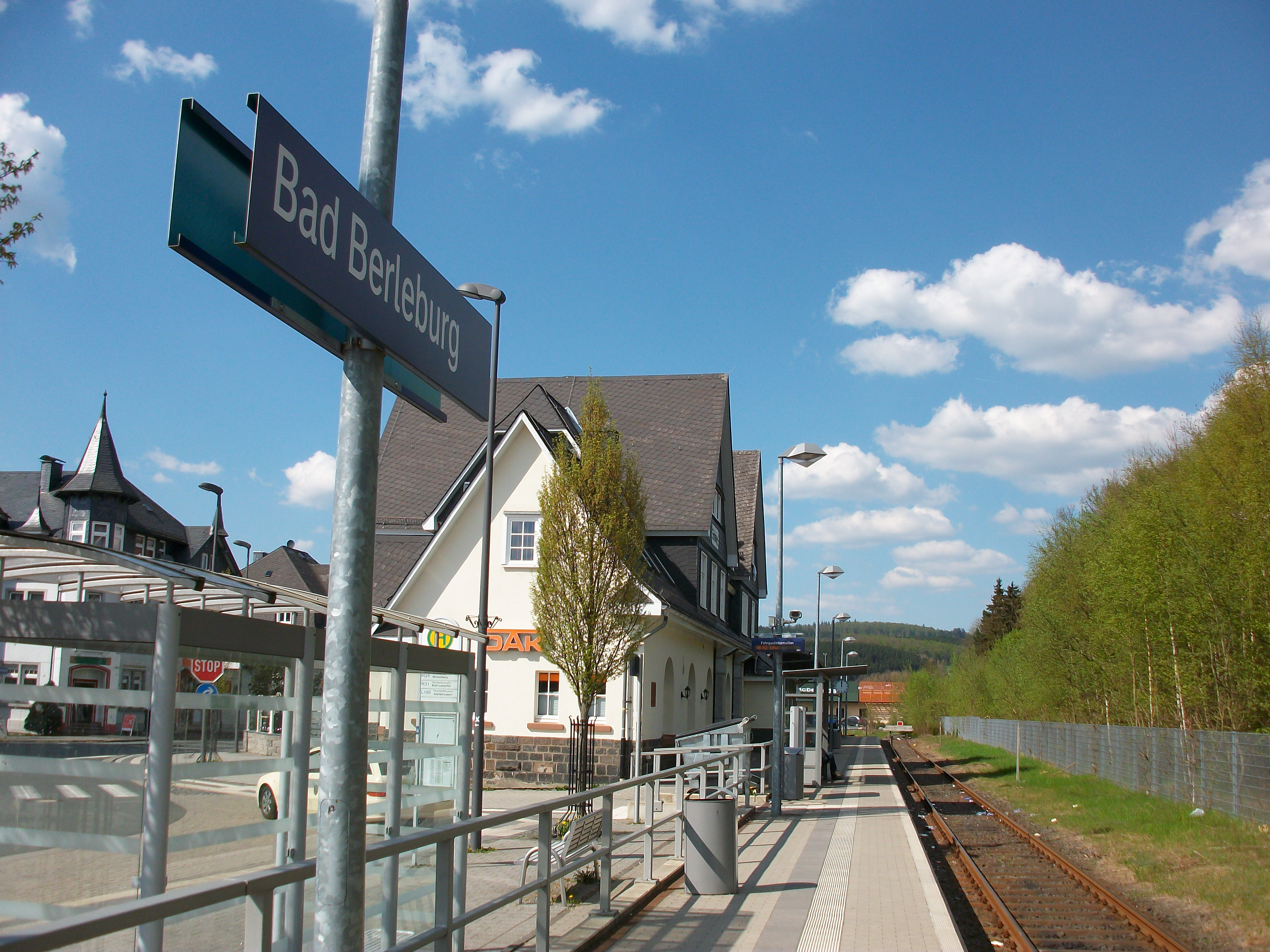
A vasuti állomás
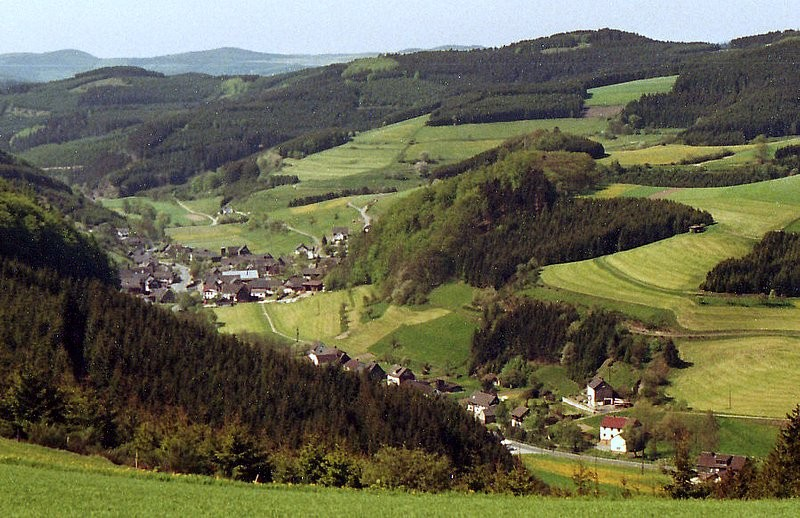
Alertshausen
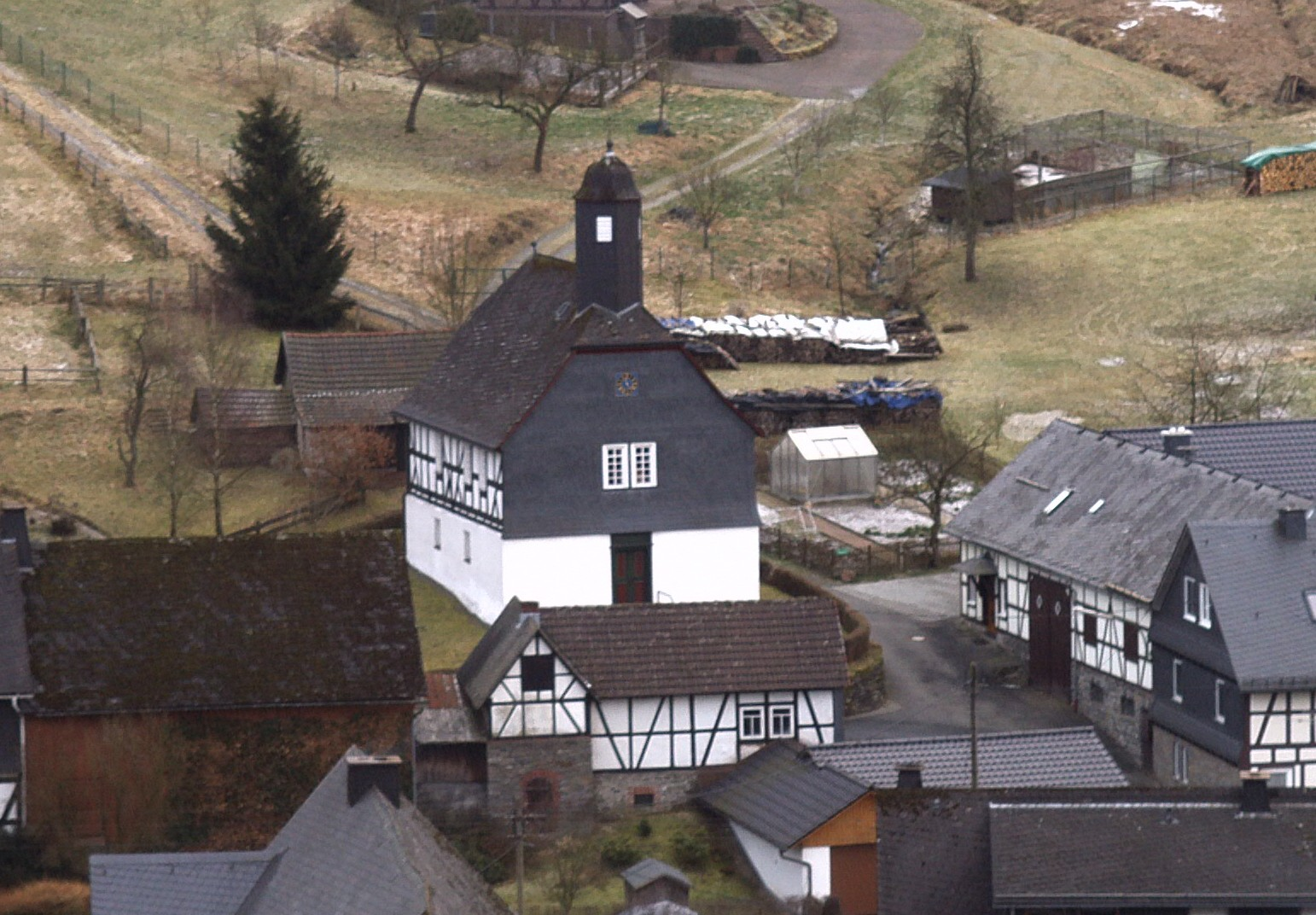
Az alertshauseni templom
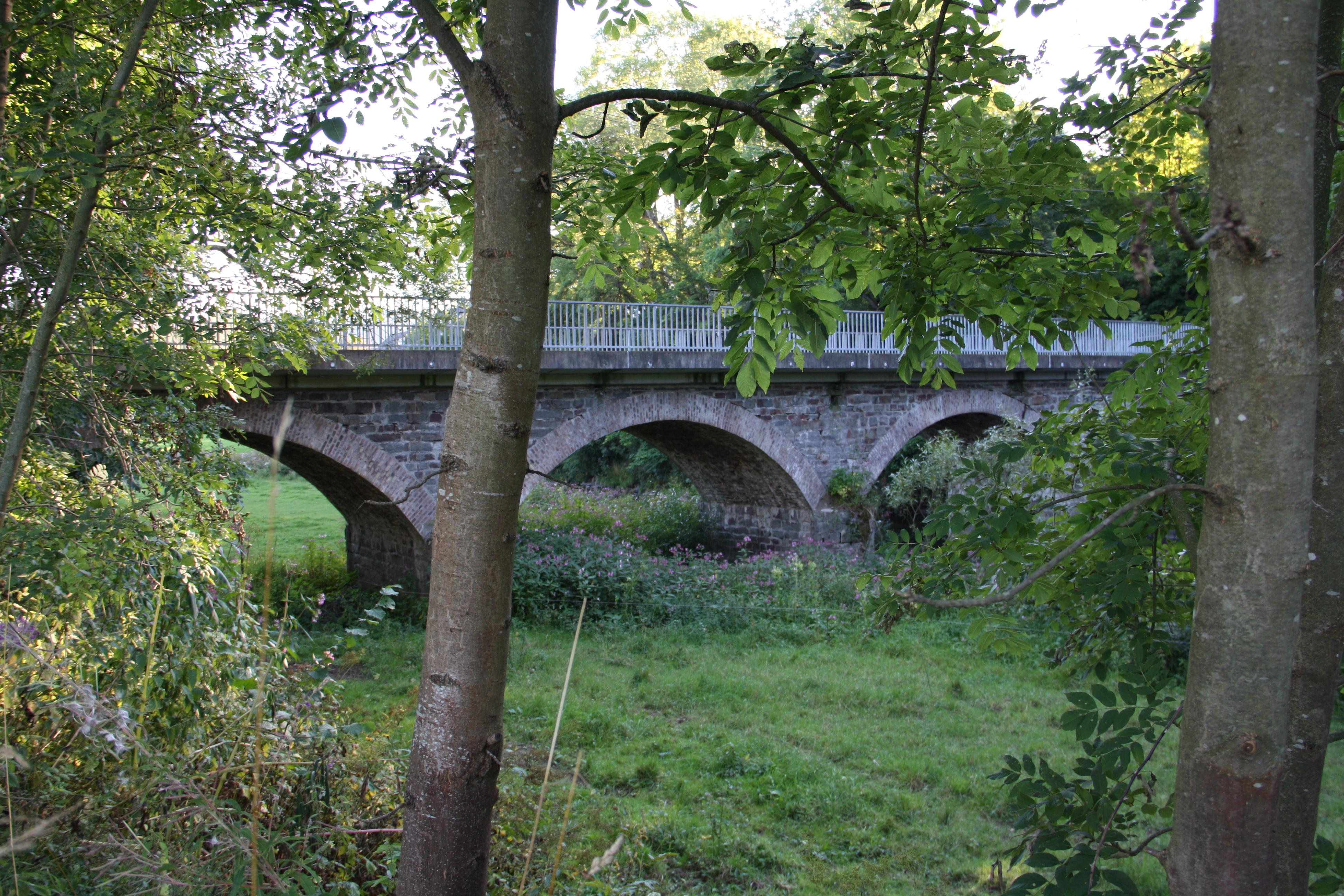
Az arfeldi híd
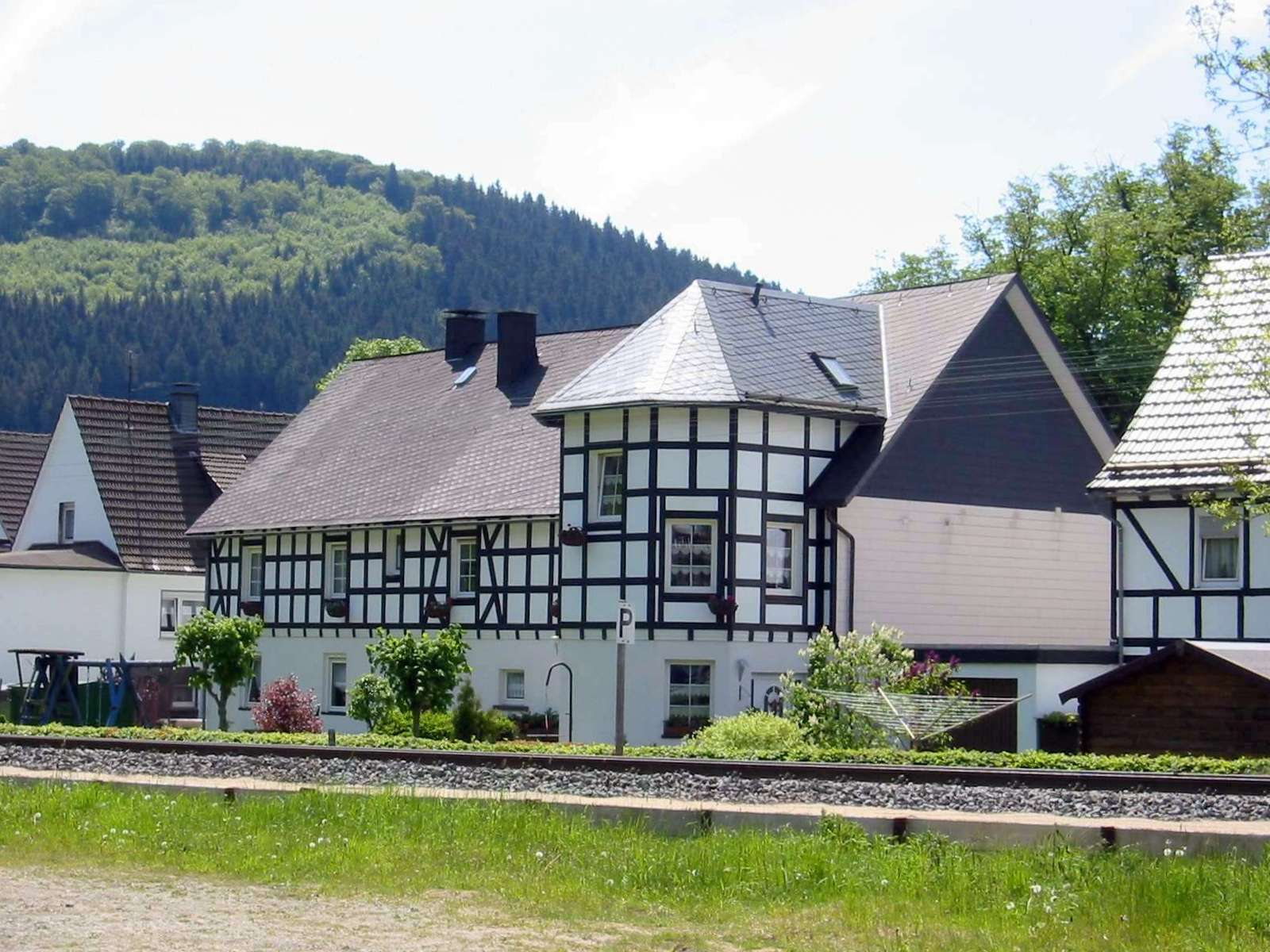
Aue
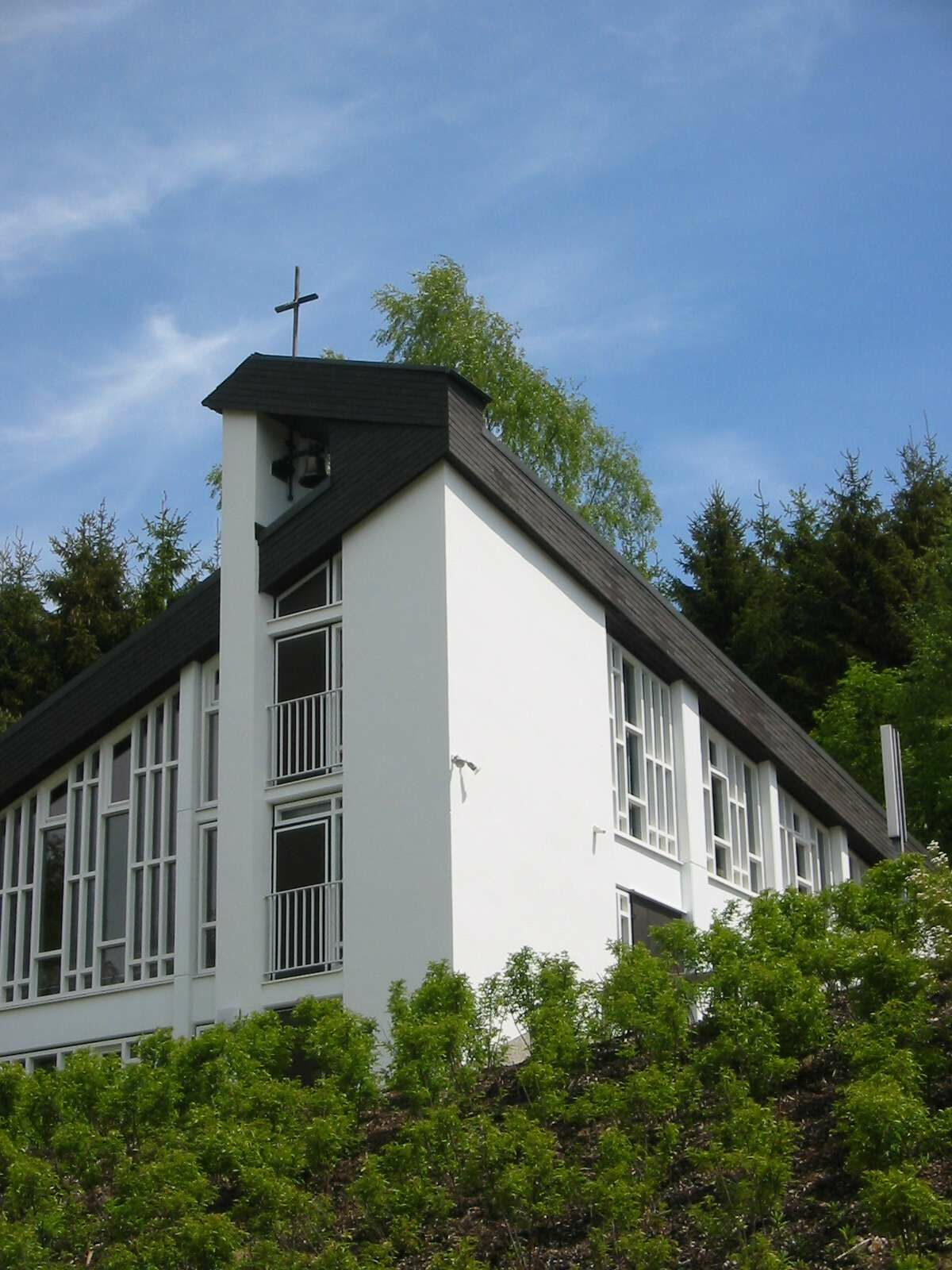
A templom Aueban
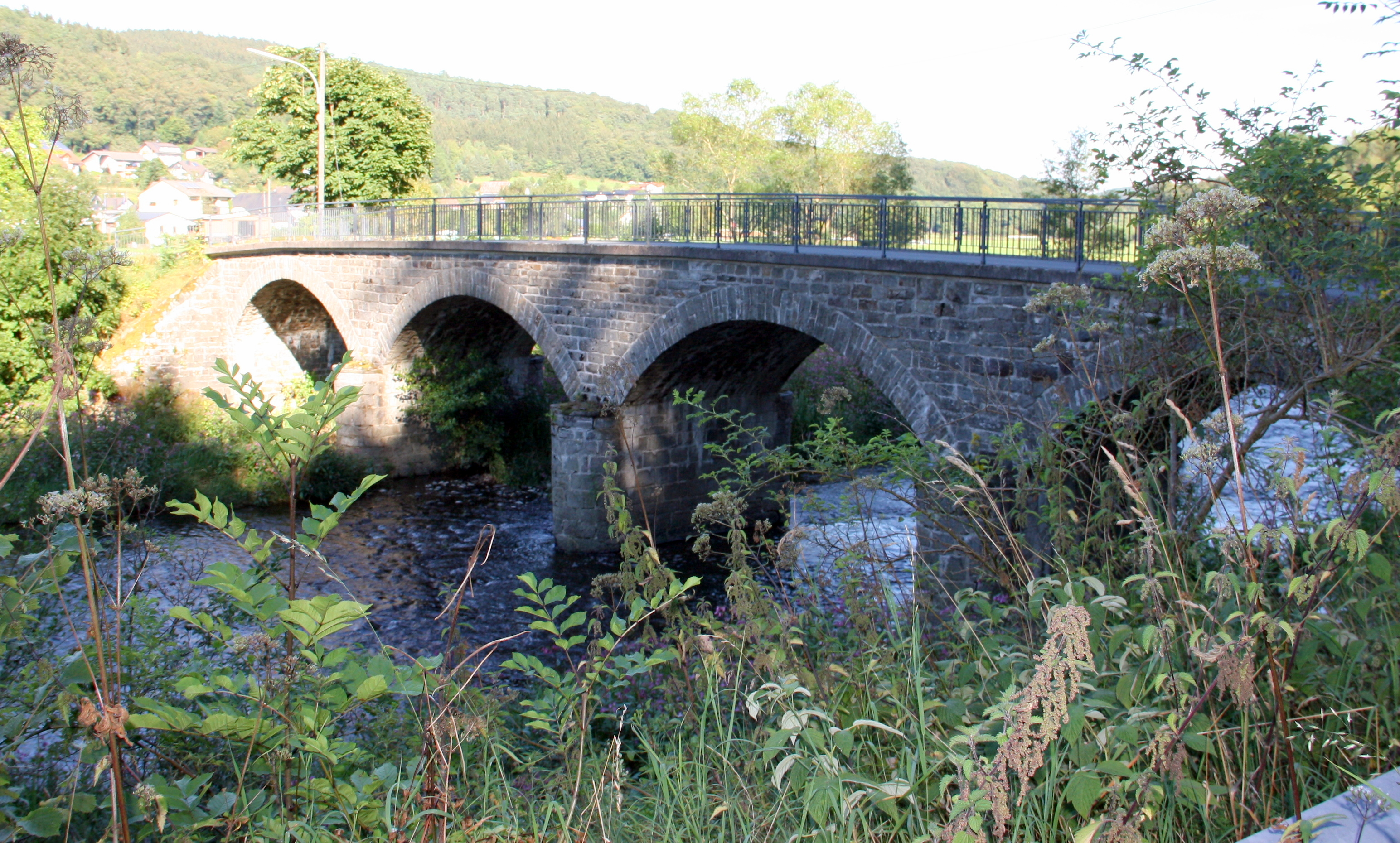
A beddelhauseni híd
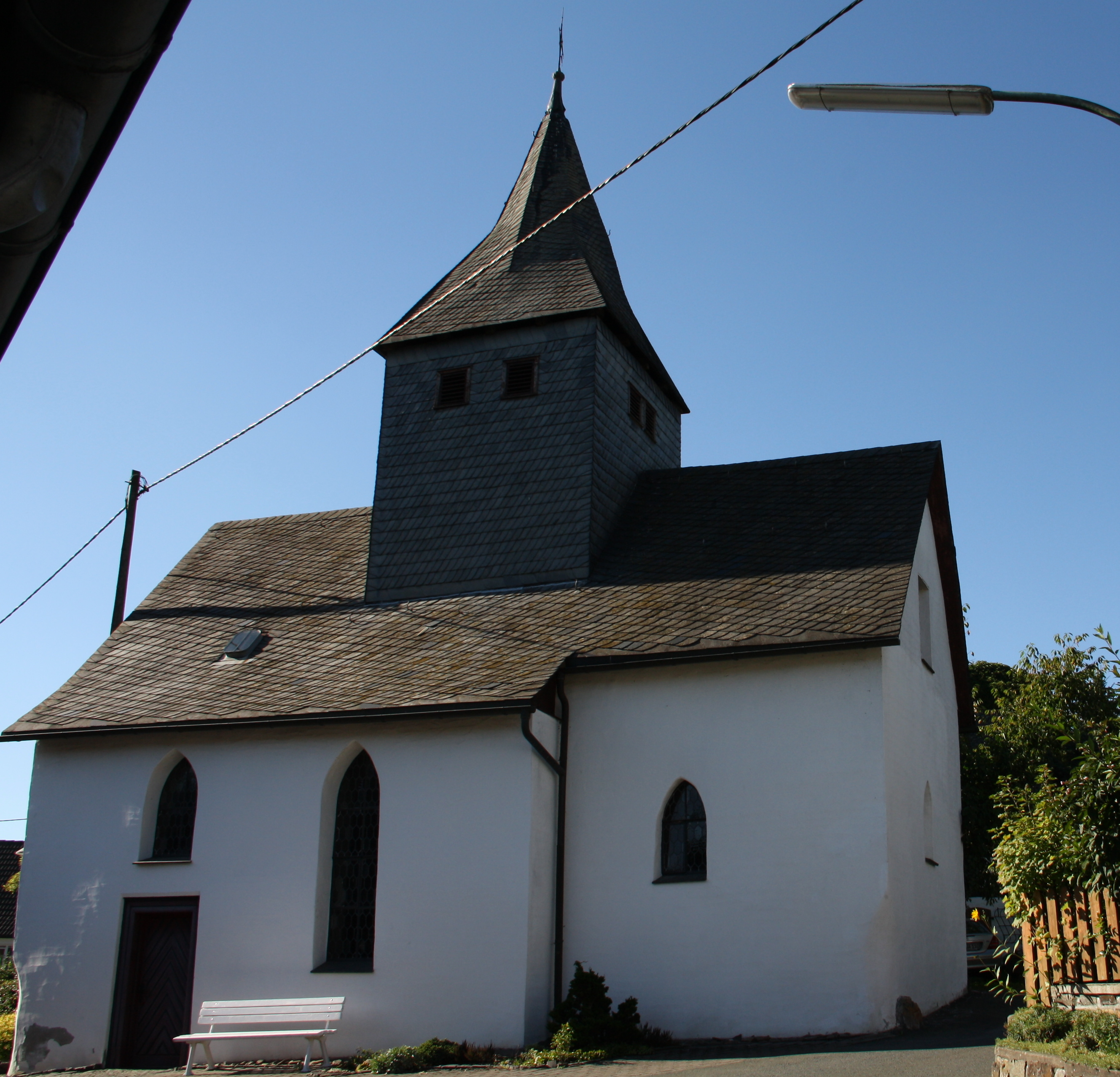
A beddelhauseni kápolna
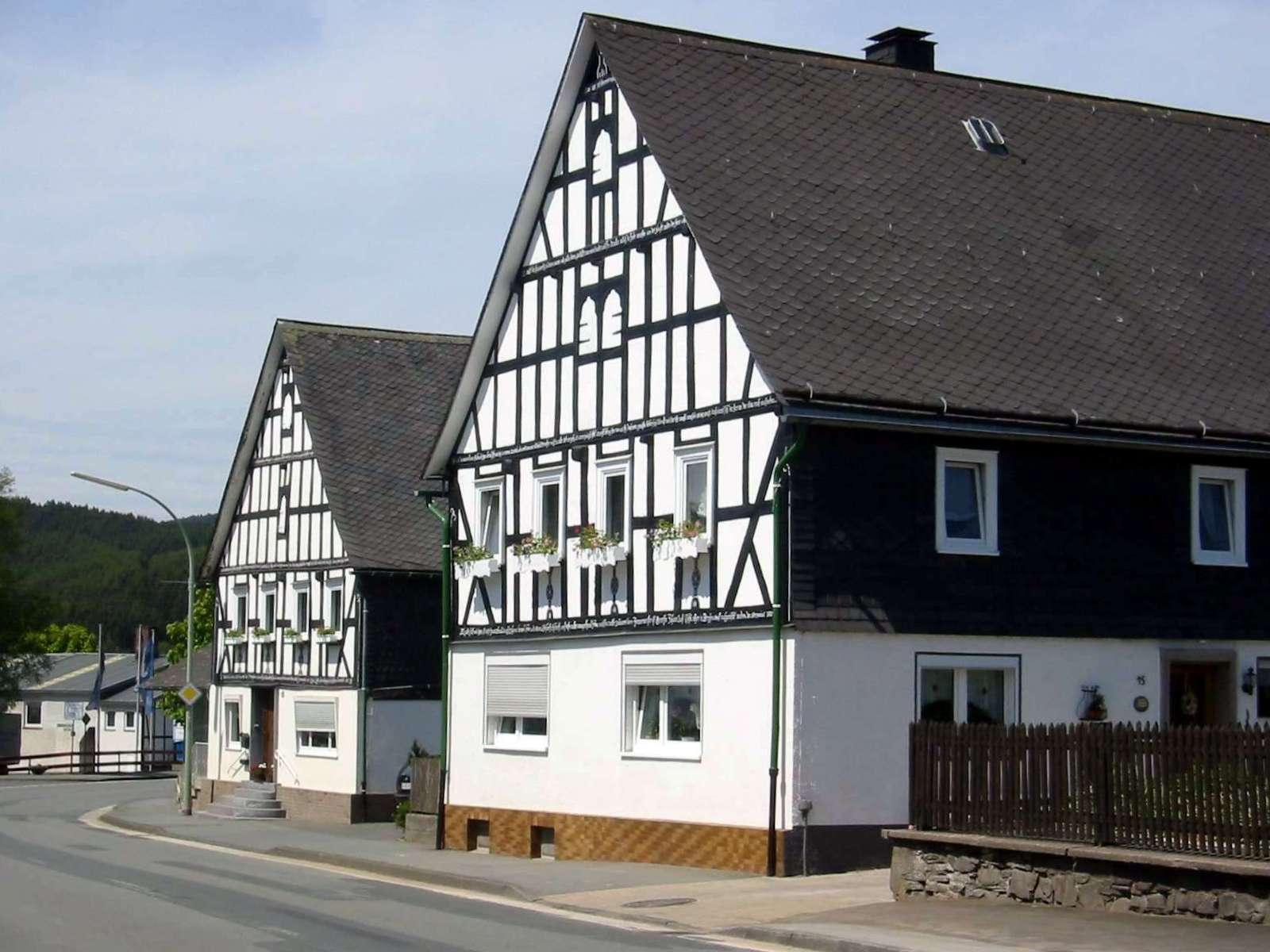
Berghausen
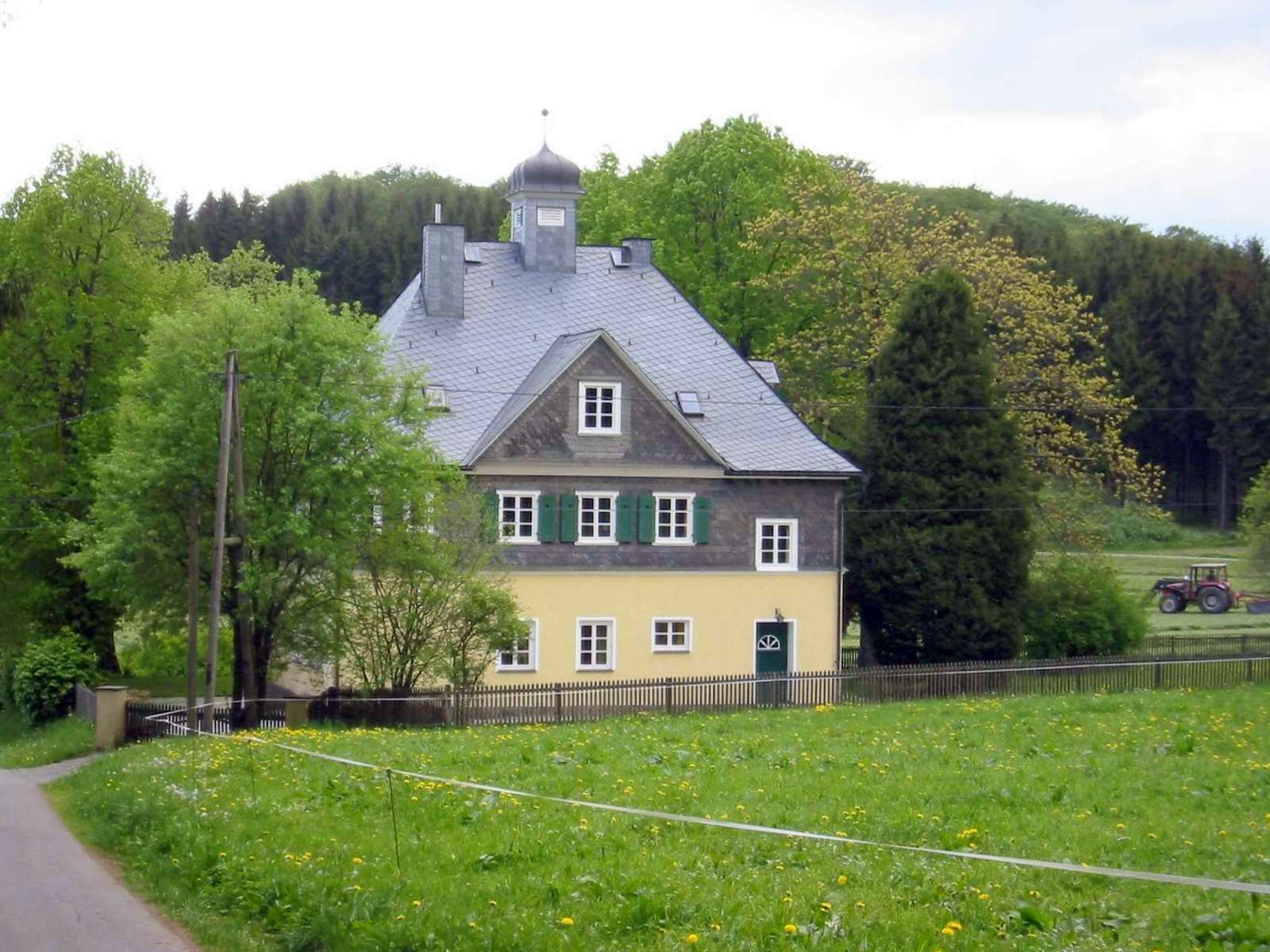
Christianseck
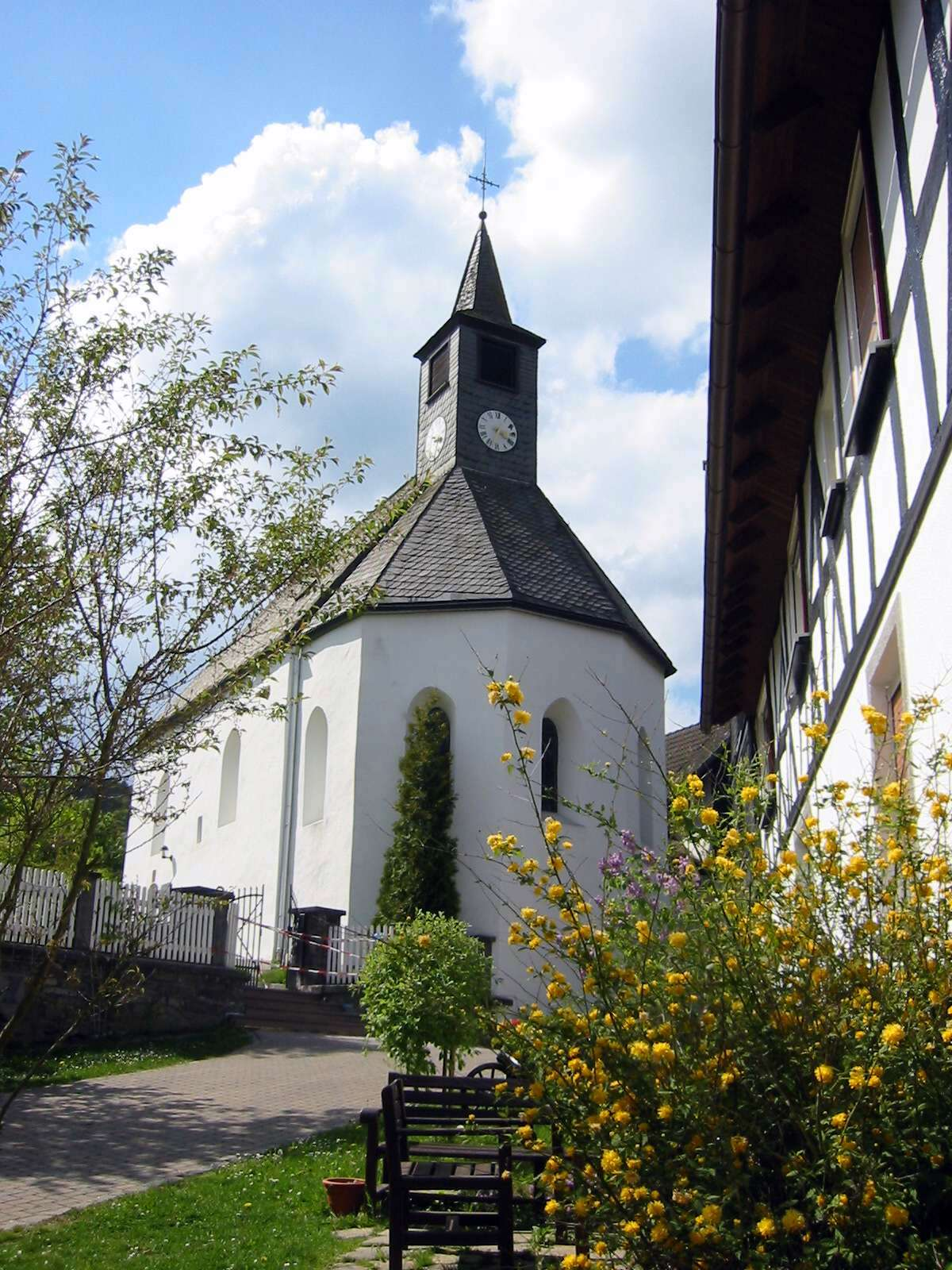
A diedenshauseni templom
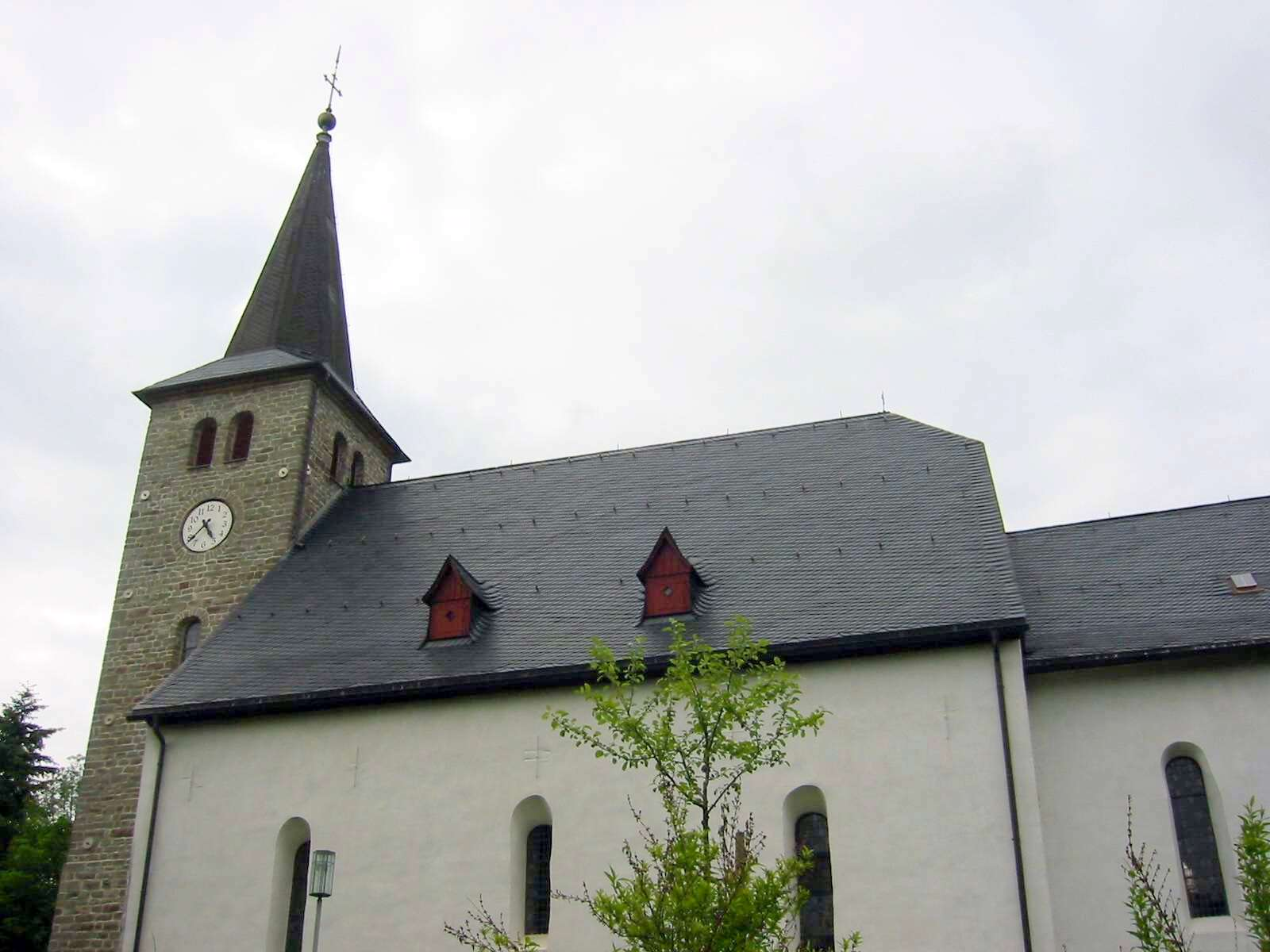
Az elsoffi templom
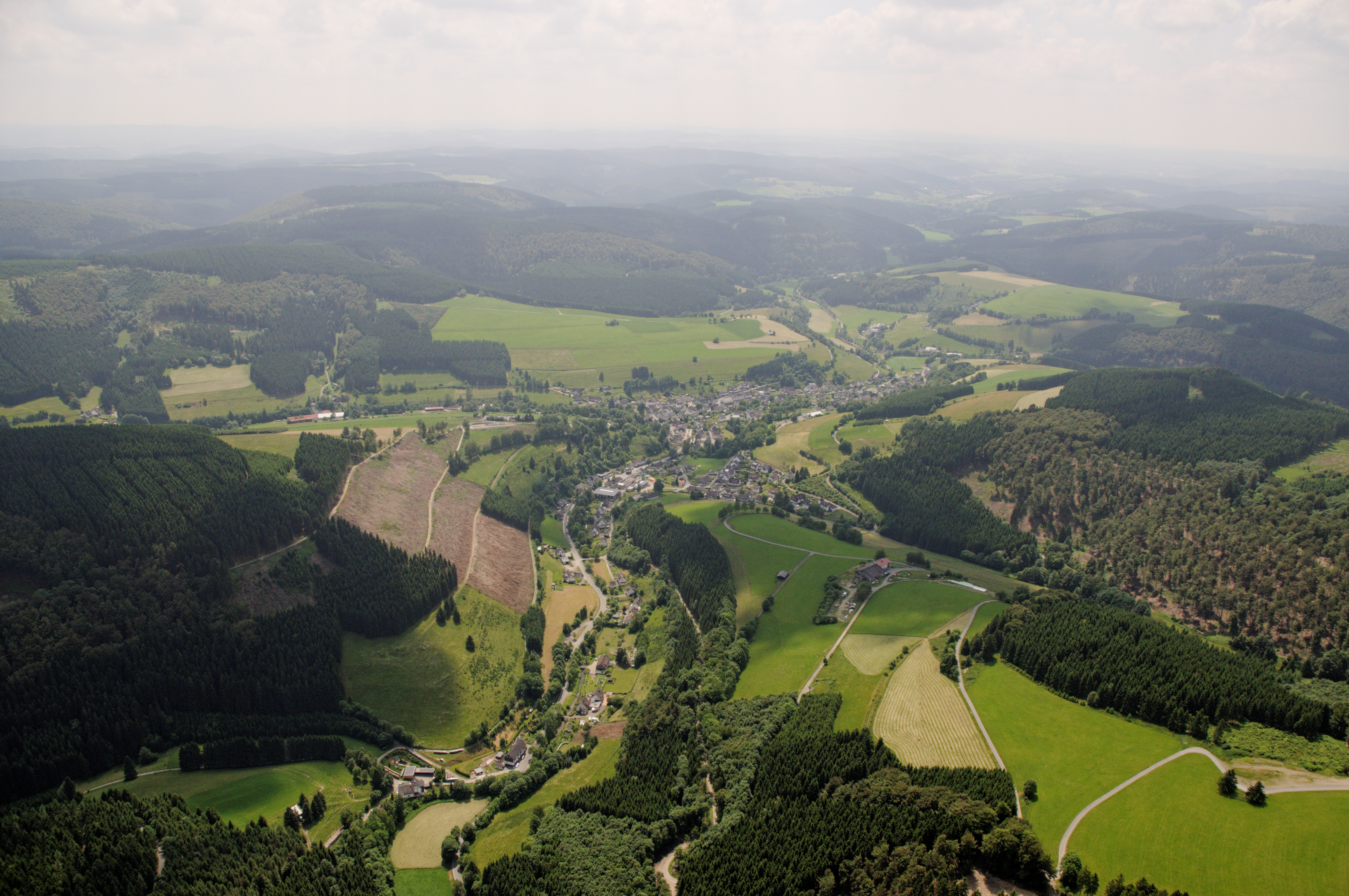
Girkhausen
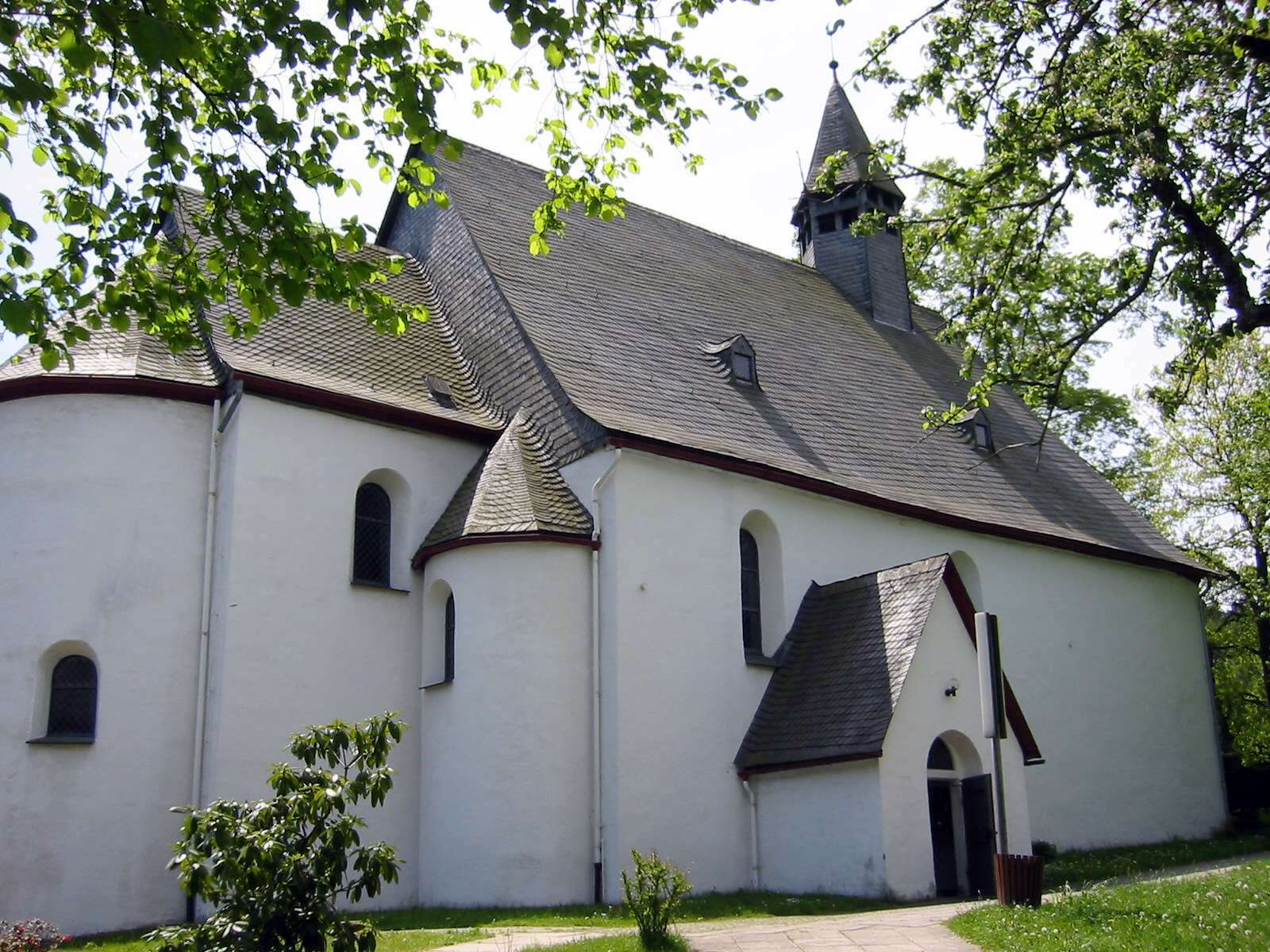
A raumlandi templom
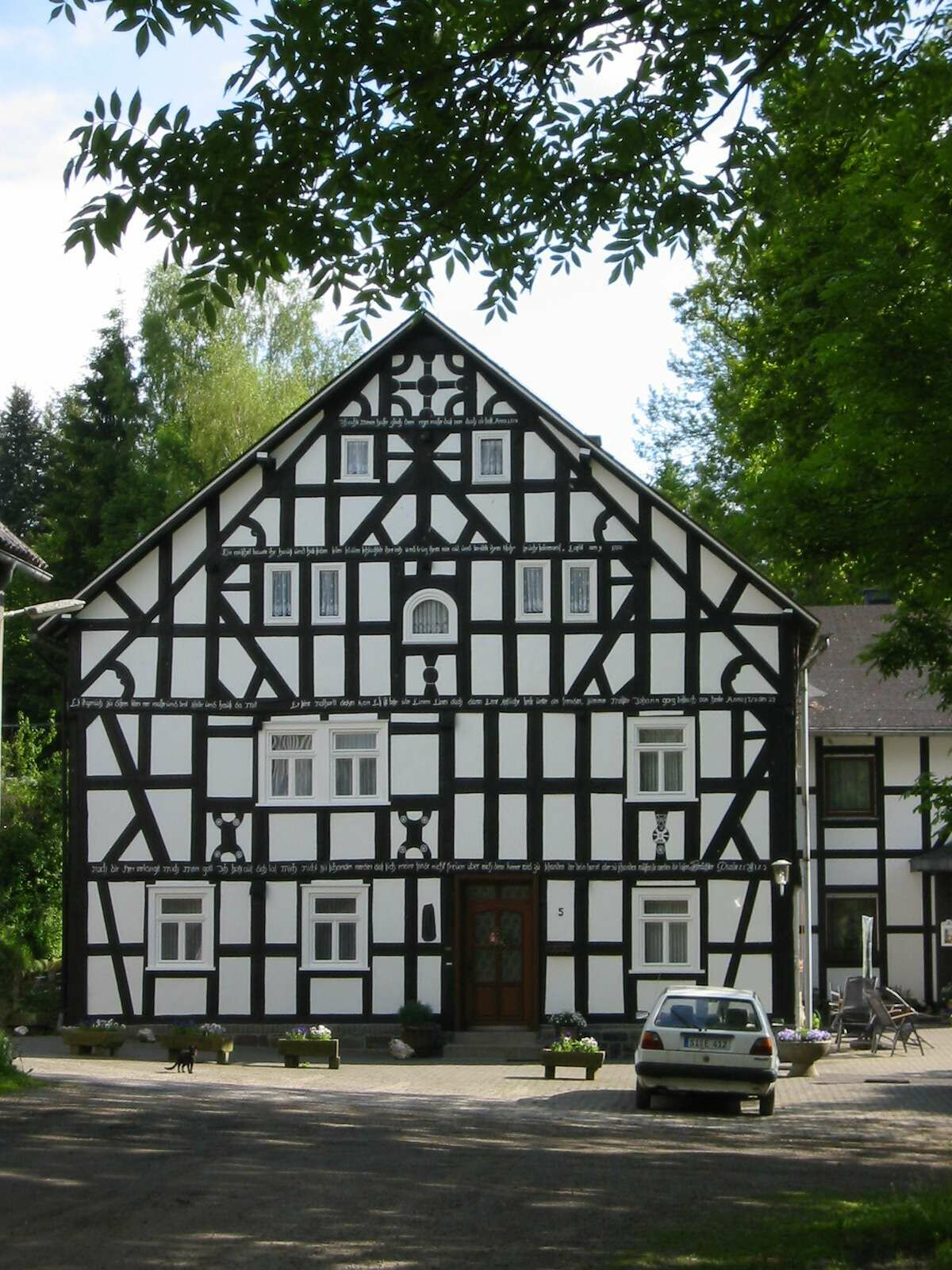
Rinthe
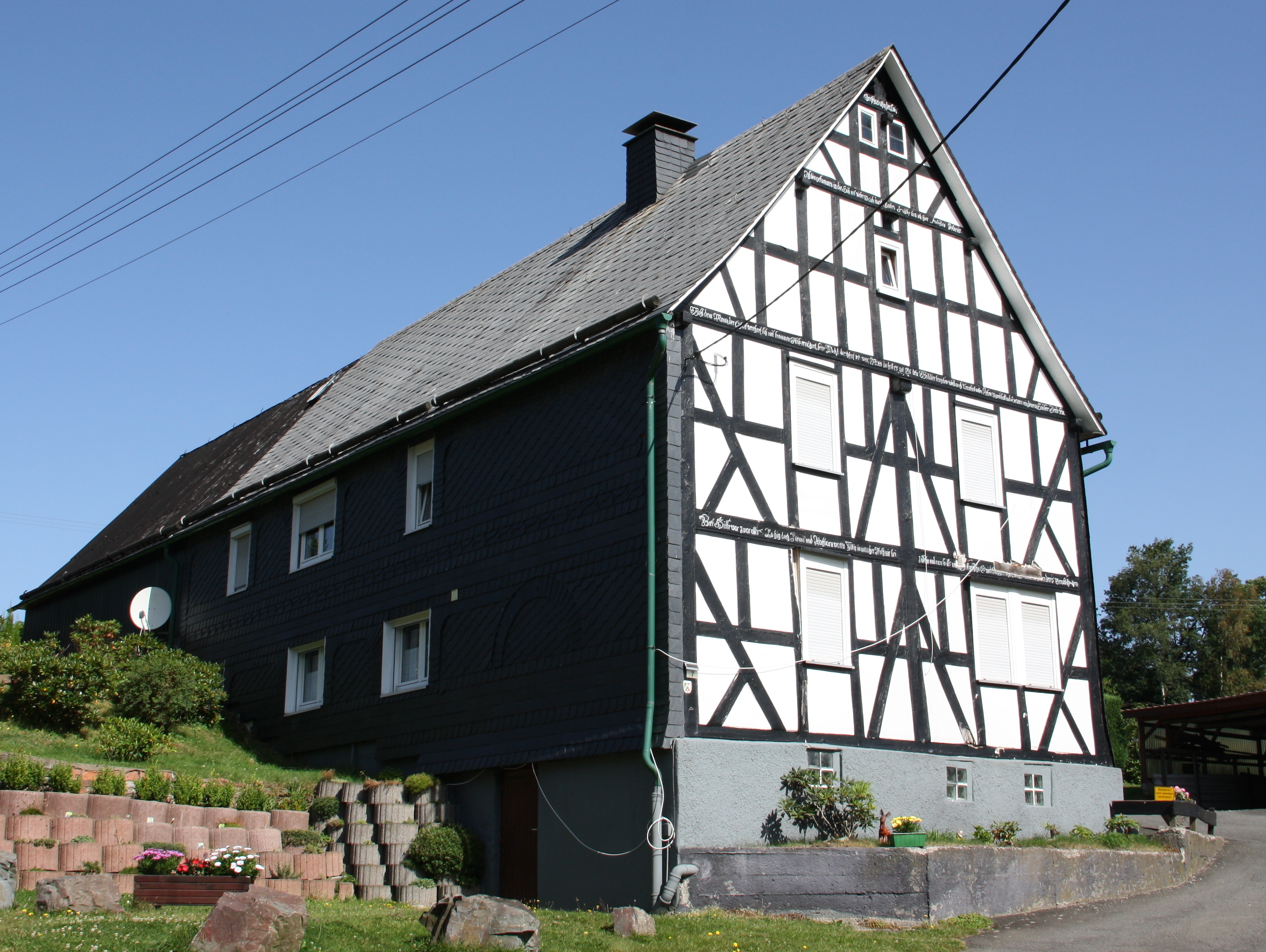
Sassenhausen
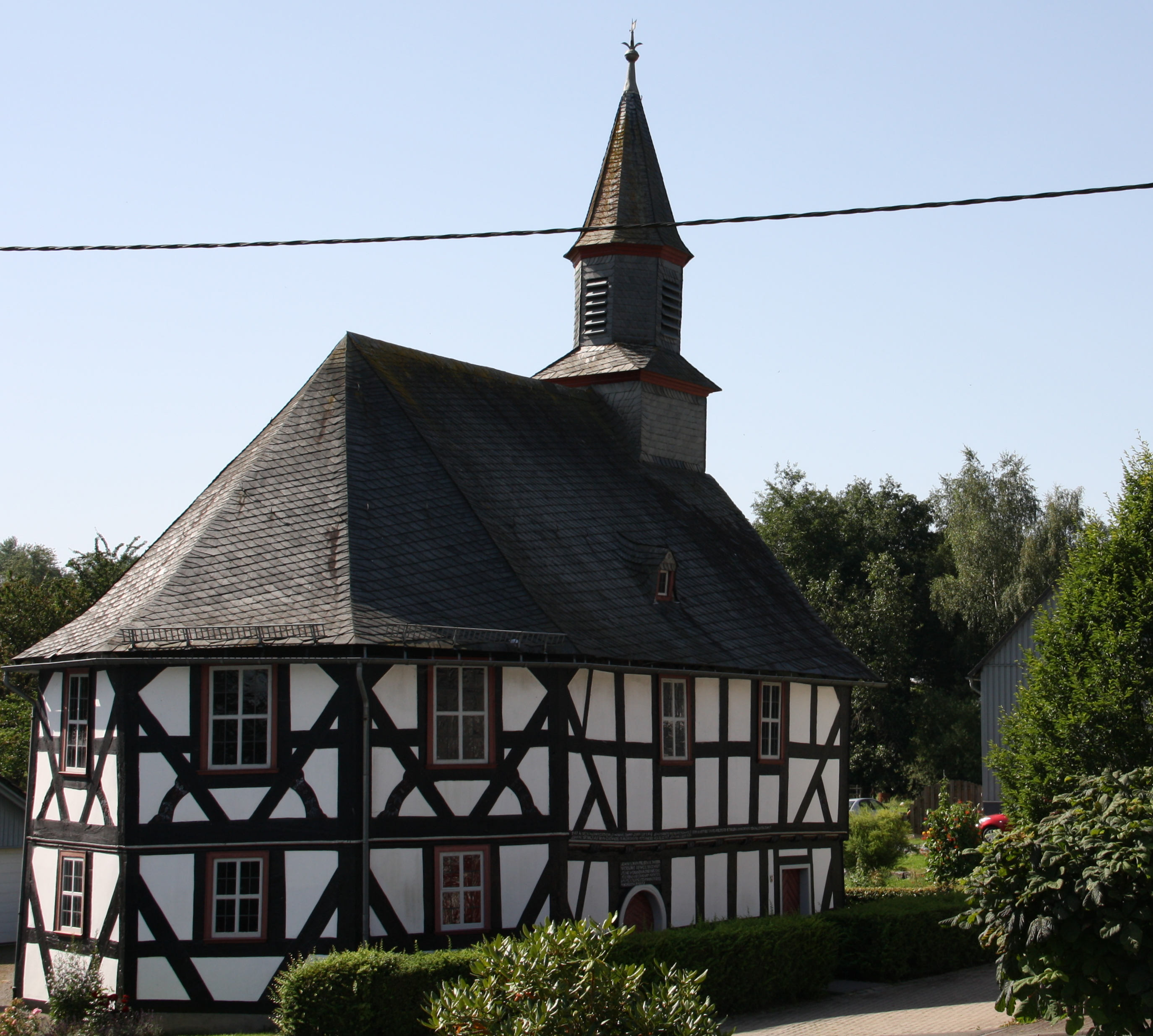
Sassenhausen
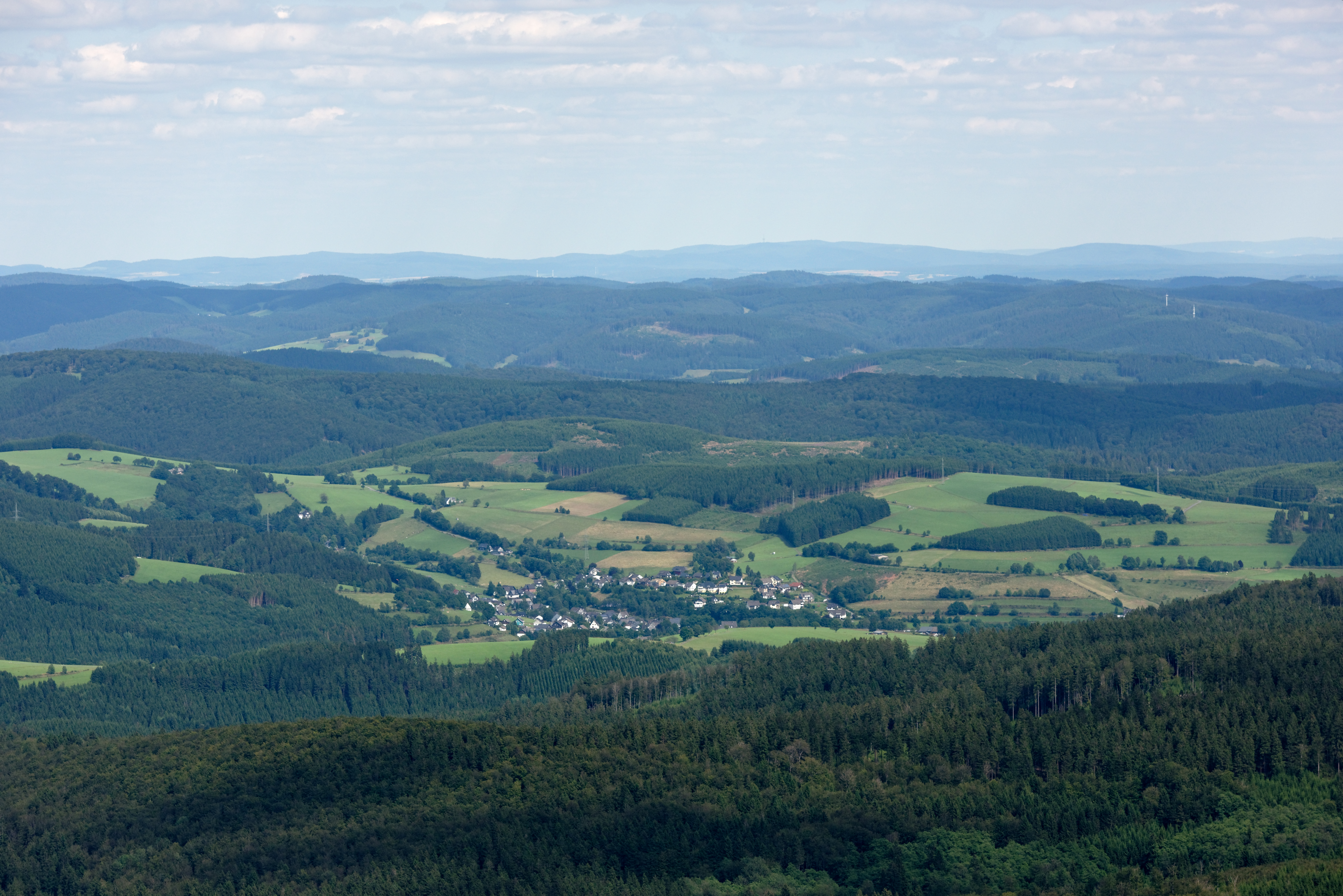
Wingeshausen
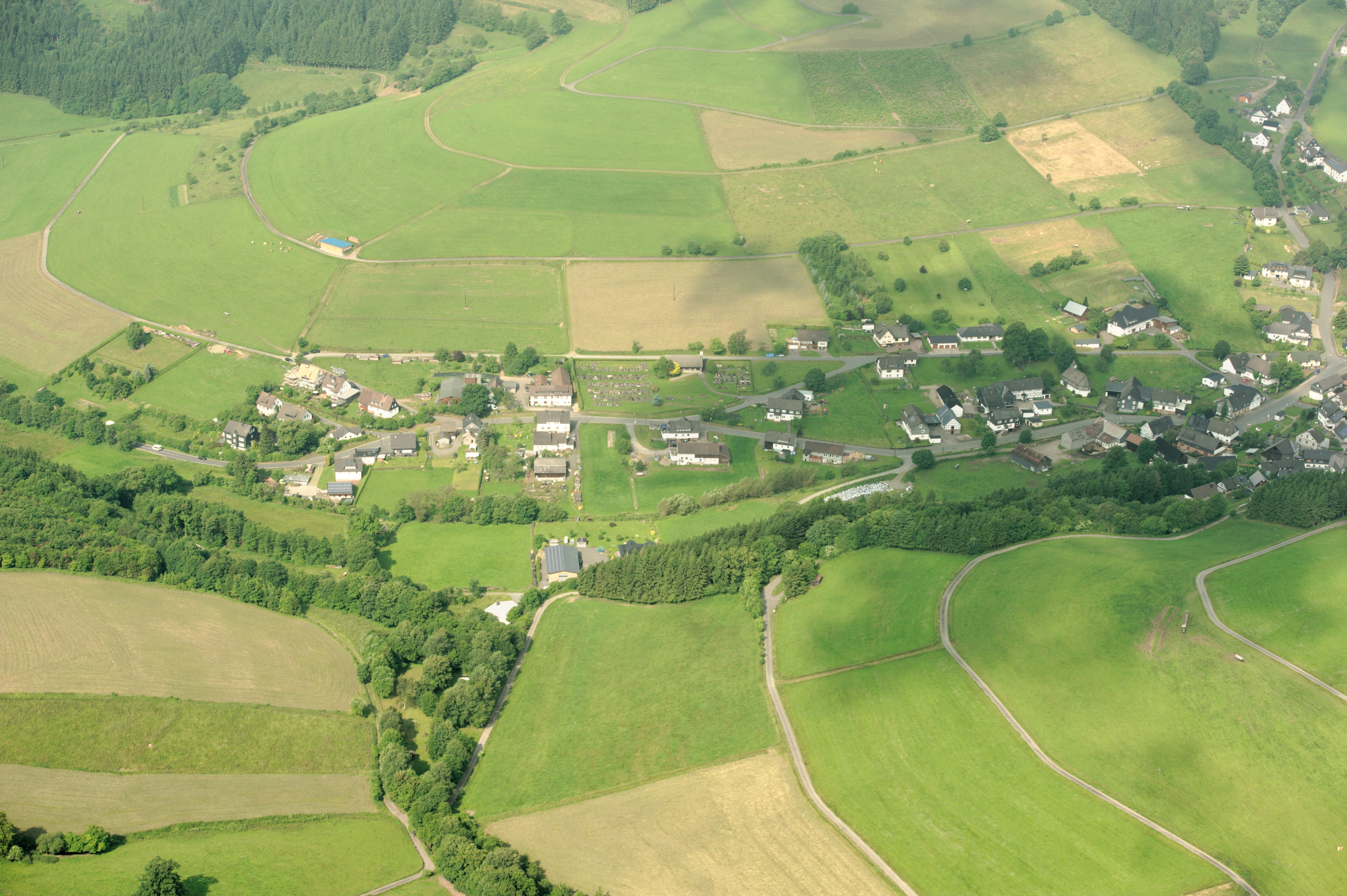
Wunderthausen